# Deurlijst
Een deurlijst of chambrant (Belgisch-Nederlands) is een lijst die rondom een doorgang geplaatst wordt. Meestal rondom een deur, vandaar de benaming deurlijst. Tegenwoordig wordt een deurlijst gebruikt ter decoratie maar vroeger werd een deurlijst ook gebruikt om de doorgang te verstevigen. Omdat een deurlijst tegenwoordig gebruikt wordt ter decoratie wordt de keuze vaak gemaakt aan de hand van ander decoratie lijstwerk zoals de plinten en plafondlijsten. Deurlijsten worden meestal van hout gemaakt en gemonteerd op het kozijn.
Een deurlijst wordt meestal gecombineerd met een plintneut. Een plintneut is een koppelstuk dat de deurlijst netjes aan laat sluiten op de plint.